# Sorbus khasiana
Sorbus khasiana är en rosväxtart som beskrevs av Alfred Rehder. Sorbus khasiana ingår i släktet oxlar, och familjen rosväxter. Inga underarter finns listade i Catalogue of Life.